# Cirilica
Cirílica je abecedna pisava, ki jo za zapis uporablja sedem slovanskih jezikov (bolgarski, makedonski, srbski, ruski, beloruski, ukrajinski in rusinski), do nedavnega pa tudi mongolščina, moldavščina v Besarabiji in Transnistriji ter vrsta neslovanskih jezikov pretežno iz turške jezikovne skupine na ozemlju Ruske federacije in nekdanje Sovjetske zveze, čeprav so pod vplivom turščine (v Moldaviji/Moldovi pa romunščine) medtem večinoma že prešli nazaj na sebi prilagojeno latinico, ki so jo pisali tudi že pred letom 1936. 
Cirilica je naslednica glagolice, pisave, ki sta jo v 9. stoletju razvila meniha Ciril in Metod, da bi Sveto pismo približala slovanskim ljudstvom na Balkanskem polotoku. Črke glagolice so precej zapletene, zato so jo učenci Cirila in Metoda v glavnem nehali uporabljati. Glagolica se je ohranila le v (severo)zahodnem delu balkanskega polotoka, zlati v Istri in Kvarnerju, na ozemlju današnje Slovenije in Hrvaške. Drugod je glagolico nadomestila nova pisava cirilica, ki so jo razvili njuni učenci na ozemlju takratne Bolgarije. Oblika večine črk cirilice izvira iz grške pisave, nekatere črke pa so ohranile svojo glagoliško podobo (npr. šumniki, ki jih grška pisava ne pozna). S svojim imenom cirilica zaznamuje prispevek sv. Cirila pri ustvarjanju glagolice in s tem posredno cirilice.
Nekatere črke cirilice so enake kot v latinici. Ločiti je treba »prave prijatelje«, tj. črke, ki imajo tudi enako ali podobno glasovno vrednost, in lažne prijatelje, tj. črke, ki so po izgledu podobne, a imajo drugačno glasovno vrednost. Pravi prijatelji so cirilske črke: A, E, K, M, O, T ter I in J (kjer jih uporabljajo). Lažni prijatelji pa so črke: B, H, P, C, Y in X.

## Prečrkovalna razpredelnica
Prikazana prečrkovalna razpredelnica za srbsko cirilico je standardno srbsko (srbščina se piše v obeh pisavah) oziroma bosansko ter hrvaško prečrkovanje, ki ga uporabljamo tudi v slovenščini. Okvirno ustreza predpisu ISO 9, razen za črko j (ISO 9: ǰ) in dvočrkja lj (ISO 9: l̂) , nj (ISO 9: n̂), dž (ISO 9: d̂). Glej: prečrkovanje cirilice, znanstveno prečrkovanje cirilice. 
| Ruska cirilica | Ruska cirilica | Srbska cirilica | Srbska cirilica | Latinica             |
| Velika črka    | Mala črka      | Velika črka     | Mala črka       |                      |
| А              | а              | А               | а               | a                    |
| Б              | б              | Б               | б               | b                    |
| В              | в              | В               | в               | v                    |
| Г              | г              | Г               | г               | g                    |
| Д              | д              | Д               | д               | d                    |
|                |                | Ђ               | ђ               | đ                    |
| Е              | е              | Е               | е               | je                   |
| Ё              | ё              |                 |                 | jo                   |
| Ж              | ж              | Ж               | ж               | ž                    |
| З              | з              | З               | з               | z                    |
| И              | и              | И               | и               | i                    |
| Й              | й              | Ј               | ј               | j                    |
| К              | к              | К               | к               | k                    |
| Л              | л              | Л               | л               | l                    |
|                |                | Љ               | љ               | lj (dvočrkje)        |
| М              | м              | М               | м               | m                    |
| Н              | н              | Н               | н               | n                    |
|                |                | Њ               | њ               | nj (dvočrkje)        |
| О              | о              | О               | о               | o                    |
| П              | п              | П               | п               | p                    |
| Р              | р              | Р               | р               | r                    |
| С              | с              | С               | с               | s                    |
| Т              | т              | Т               | т               | t                    |
|                |                | Ћ               | ћ               | ć                    |
| У              | у              | У               | у               | u                    |
| Ф              | ф              | Ф               | ф               | f                    |
| Х              | х              | Х               | х               | h                    |
| Ц              | ц              | Ц               | ц               | c                    |
| Ч              | ч              | Ч               | ч               | č                    |
|                |                | Џ               | џ               | dž (dvočrkje)        |
| Ш              | ш              | Ш               | ш               | š                    |
| Щ              | щ              |                 |                 | šš                   |
| Ъ              | ъ              |                 |                 | trdi znak (jer (ер)) |
| Ы              | ы              |                 |                 | y (jeri (еры))       |
| Ь              | ь              |                 |                 | mehki znak (ерь)     |
| Э              | э              |                 |                 | e                    |
| Ю              | ю              |                 |                 | ju                   |
| Я              | я              |                 |                 | ja                   |

Opomba: Oznaka (dvočrkje, dvoznačje) pomeni, da se črki v bosanskem, hrvaškem in srbskem jeziku upoštevata kot neločljiva enota, na primer pri vpisovanju v okenca križank ali pri navpičnem izpisovanju besed na oglasnih tablah. V slovenščini se te skupine znakov ne upoštevajo kot dvočrkja, ampak kot posamezne črke.

## Razširjenost cirilice v svetu
Cirilica je danes zastopana v naslednjih državah: Rusija, Belorusija, Ukrajina, Bolgarija, Srbija (poleg latinice), Severna Makedonija, Bosna in Hercegovina (poleg latinice), Črna gora (poleg latinice), Kazahstan, Kirgizistan, Tadžikistan in Mongolija (zadnje 4 historično). Zgodovinsko gledano so bili tudi romunski liturgični teksti pisani v cirilski pisavi romunske redakcije cerkvenoslovanščine.